# Galea

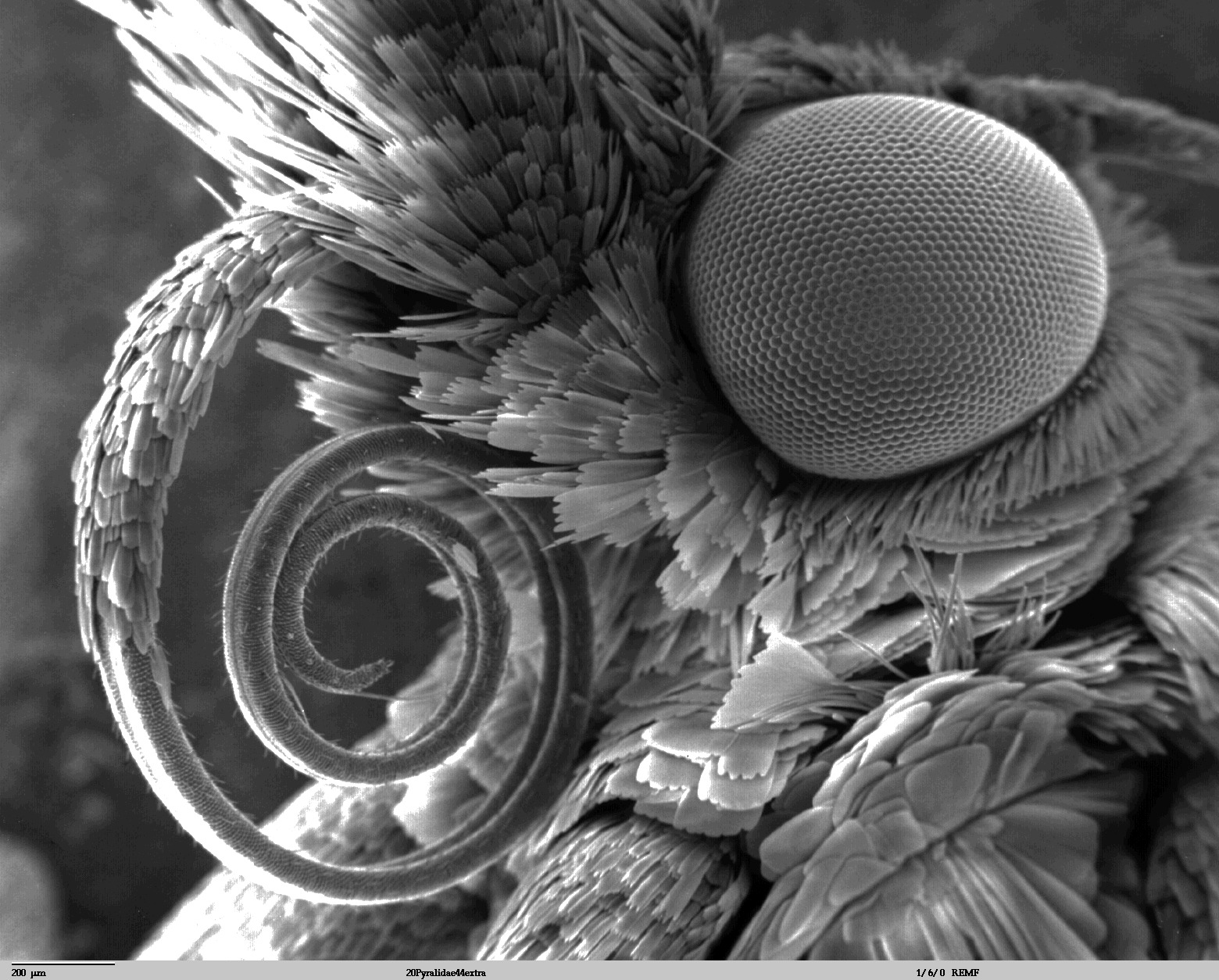
Roltong van een vlinder

De galea (meervoud: galeae) of maxillaire lobus is een lob aan de maxilla (achterkaak) van insecten. Bij de meeste insecten zijn de galeae onooglijk klein, maar bij de vlinders zijn ze uitgegroeid tot een onderdeel van de proboscis of roltong, waarmee de dieren voedsel opnemen. Ook bij de vlooien zijn ze beter ontwikkeld.
De roltong is ontstaan uit twee monddelen die sterk verlengd zijn en versmolten tot een lange, steeds dunner wordende buis. De roltong bestaat feitelijk uit twee zeer sterk verlengde delen van de maxilla of bovenkaak en de galea.

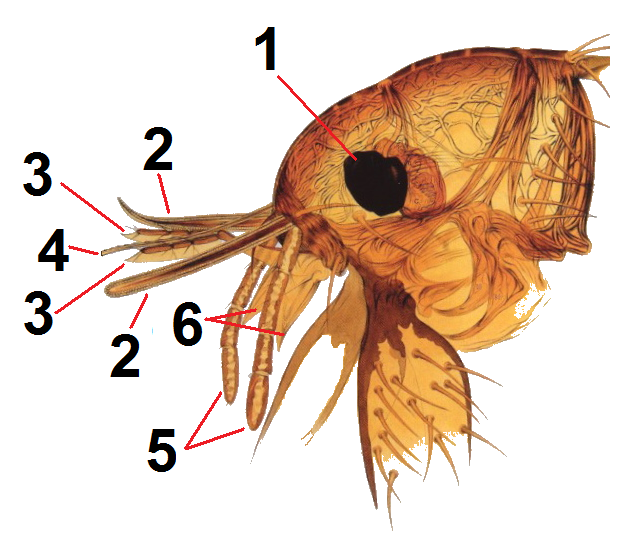
Delen van de kop van een vlo. 1 = Oog, 2 = Labiale palp, 3 = Maxillair stilet,4 = Epifarynx, 5 = Maxillaire palp, 6 = galea of maxillaire lobus